# Račice-Pístovice
Račice-Pístovice (původně Ratzici) jsou obec Jihomoravského kraje ležící v severozápadní části okresu Vyškov s přibližně 1 400 obyvateli. Obě vesnice, Račice a Pístovice, jsou v jednu obec spojeny od roku 1960. Nachází se 9 km severozápadně od města Vyškov v údolí říčky Rakovec na úpatí Drahanské vrchoviny.
Po sloučení byla v obci zahájena výstavba čistírny odpadních vod a také byla provedena plynofikace obou částí vsí. Stojí zde mateřská škola, obecní úřad i pošta. Obcím dominuje Račický zámek stojící na kopci nad vesnicí Račice. Obec je též rekreačním a odpočinkovým místem okolo Pístovické riviéry. Dnešní obec je součástí mikroregionu Drahanská vrchovina. V obci je pár podnikatelských subjektů zaměřených převážně na obchod, rekreaci a zemědělství.

## Historie obce

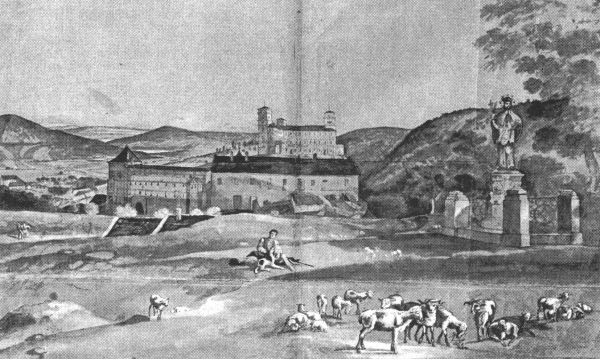
Račice 1846

Historie obce Račice-Pístovice se začíná psát v roce 1227, kdy nalézáme v testamentu Kojaty IV. Hrabišice první písemnou zmínku o Račicích. V roce 1960 došlo ke sloučení Račic s Pístovicemi v jednu obec, nesoucí název Račice-Pístovice. V roce 1996 byla zahájena výstavba čistírny odpadních vod. V roce 1999 začala plynofikace obou částí obcí, která byla v následujícím roce dokončena.

## Obyvatelstvo

### Struktura
V obci k počátku roku 2016 žilo celkem 1193 obyvatel. Z nich bylo 594  mužů a 599 žen. Průměrný věk obyvatel obce dosahoval 40,8 let. Dle Sčítání lidu, domů a bytů provedeném v roce 2011, kdy v obci žilo 1107 lidí. Nejvíce z nich bylo (18,2 %) obyvatel ve věku od 30 do 39 let. Děti do 14 let věku tvořily 15 % obyvatel a senioři nad 70 let úhrnem 6,4 %. Z celkem 941 občanů obce starších 15 let mělo vzdělání 40,4 % střední vč. vyučení (bez maturity). Počet vysokoškoláků dosahoval 9 % a bez vzdělání bylo naopak 0,2 % obyvatel. Z cenzu dále vyplývá, že ve městě žilo 538 ekonomicky aktivních občanů. Celkem 91,1 % z nich se řadilo mezi zaměstnané, z nichž 71 % patřilo mezi zaměstnance, 2,4 % k zaměstnavatelům a zbytek pracoval na vlastní účet. Oproti tomu celých 48,2 % občanů nebylo ekonomicky aktivní (to jsou například nepracující důchodci či žáci, studenti nebo učni) a zbytek svou ekonomickou aktivitu uvést nechtěl. Úhrnem 541 obyvatel obce (což je 48,9 %), se hlásilo k české národnosti. Dále 191 obyvatel bylo Moravanů a 11 Slováků. Celých 481 obyvatel obce však svou národnost neuvedlo. Z celkového počtu obyvatel se jich k víře hlásí 327, z toho k římskokatolické církvi 293 věřících. Druhá v pořadí, Církev československá husitská, zde má 4 věřící, všechna ostatní vyznání méně než čtyři.
Vývoj počtu obyvatel za celou obec i za jeho jednotlivé části uvádí tabulka níže, ve které se zobrazuje i příslušnost jednotlivých částí k obci či následné odtržení.
| Místní části (rok přičlenění k obci) | Místní části (rok přičlenění k obci) | 1869 | 1880 | 1890 | 1900 | 1910 | 1921 | 1930 | 1950 | 1961 | 1970 | 1980 | 1991 | 2001 | 2011 |
| ------------------------------------ | ------------------------------------ | ---- | ---- | ---- | ---- | ---- | ---- | ---- | ---- | ---- | ---- | ---- | ---- | ---- | ---- |
| Počet obyvatel                       | část Pístovice (1960)                | 482  | 482  | 510  | 440  | 502  | 474  | 531  | 450  | 485  | 444  | 411  | 375  | 385  | 478  |
| Počet obyvatel                       | část Račice                          | 809  | 861  | 942  | 929  | 953  | 909  | 876  | 897  | 914  | 835  | 736  | 625  | 633  | 629  |
| Počet obyvatel                       | celá obec                            | 1291 | 1343 | 1452 | 1369 | 1455 | 1383 | 1407 | 1347 | 1399 | 1279 | 1147 | 1000 | 1018 | 1107 |
| Počet domů                           | část Pístovice (1960)                | 72   | 76   | 79   | 85   | 96   | 103  | 120  | 143  | -    | 129  | 127  | 156  | 188  | 204  |
| Počet domů                           | část Račice                          | 128  | 135  | 146  | 150  | 173  | 177  | 208  | 252  | 374  | 237  | 218  | 256  | 273  | 282  |
| Počet domů                           | celá obec                            | 200  | 211  | 225  | 235  | 269  | 280  | 328  | 395  | 374  | 366  | 345  | 412  | 461  | 486  |

## Obecní správa a politika

### Zastupitelstvo a starosta
Obec náleží k Jihomoravskému kraji a je jedním z bývalých městysů v okrese Vyškov. V místních volbách je voleno 15 členů obecního zastupitelstva, ti poté ze svých řad vybírají starostu, jednoho místostarostu a další členy obecní rady, která má dohromady 5 členů. Při volbách do obecního zastupitelstva na funkční období 2006–2010 ve dnech 20. a 21. října 2006 byla v Račicích-Pístovicích volební účast 61,07% s následujícími výsledky (obecní radu později vytvořili zástupci ČSSD, Moravané, KSČM, Nezávislí a KDU-ČSL):
| Volby 2006 | Počet hlasů | Počet mandátů |
| ---------- | ----------- | ------------- |
| ČSSD       | 1 509       | 4             |
| KSČM       | 1 498       | 3             |
| KDU-ČSL    | 1 434       | 3             |
| Nezávislí  | 1 330       | 3             |
| Moravané   | 1 085       | 2             |

V letech 2014 a znovu v roce 2018 byl starostou zvolen Lubomír Pospíšil.

## Znak a vlajka
Jsou popisovány vyhláškou takto:
V heraldicky pravém modrém poli je umístěn zlatý vpravo kráčející jelen vyrůstající z dělicí čáry nesoucí parohy o čtyřech výsadách, který byl odjakživa součásti obecní pečeti. V levém zeleném poli je umístěno šikmé stříbrné břevno a pod ním stříbrná radlice špičkou dolů postavená, ostřím vlevo otočená, která symbolizuje zemědělský charakter obce. Ve stejných barvách je nesen i obecní prapor, jenž tvoří čtyři vodorovné pruhy v barvách modré, žluté, bílé a zelené.

## Hospodářství

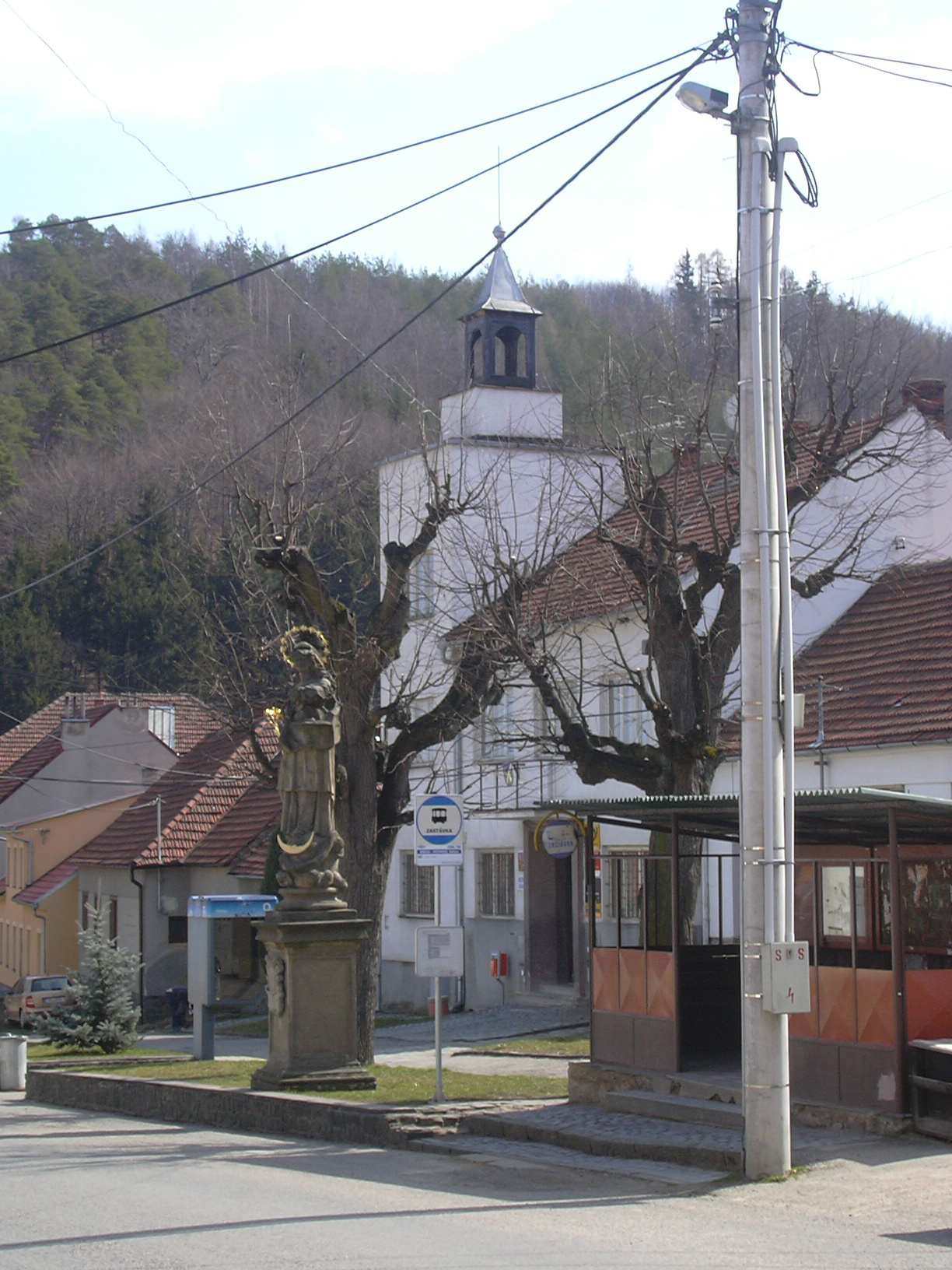
Autobusová zastávka a socha Immaculaty v pozadí

V minulém století mělo račické panství rozlohu 2725 ha. Obyvatelé se živili převážně polním hospodářstvím, prací v lese, v kamenolomech, na pile, ve mlýně a na velkostatku. Z řemeslných oborů zde bývalo nejvíce rozšířeno soukenictví. Ještě za první republiky zde fungovala ruční tkalcovna, mlýn a jeden kamenolom. Po válce v Račicích působilo lidové družstvo uměleckých řemesel, truhlářská provozovna a pekárna. Dnes v obci působí pila, pekárna, několik rekreačních zařízení a hostinců. Dále se tu nachází mateřská škola, obecní úřad a pošta.
Zemědělské družstvo s pastvinářskou farmou bylo založeno v roce 1950 a obhospodařovalo přibližně 250 ha půdy. Po sloučení obcí bylo k družstvu připojeno i JZD Pístovice se 40 ha půdy. V roce 1922 byla v obci zahájena autobusová doprava a to na trati Vyškov - Krásensko. V šedesátých letech zde již jezdilo 12 spojů ve směrech na Brno, Vyškov a Blansko. Po vzniku IDS JMK je veřejná doprava zajišťována autobusy ČSAD Vyškov do Vyškova, do Brna (přes Bukovinku a Ochoz u Brna) a do Adamova.

## Pamětihodnosti
- Kostel Zvěstování Páně – filiální (dříve farní) kostel, jenž byl zřízen v roce 1773 Antonínem Pavlem Braidou z hradní kaple pocházející z přelomu 15. a 16. století.
- Zámek Račice – byl postaven na místě bývalého hradu v letech 1275–1285. Hrad nechaly postavit neteře Kojaty z Hněvína Eufemie a Svatochňa. Hrad byl v letech 1568–1585 Hanušem Haugvicem přestavěn na renesanční zámek a v třicátých letech 19. století baronem Mundym empírově upraven. Po roce 1945 sloužil jako rekreační středisko a od roku 1959 v něm sídlila zvláštní škola internátní a odborné učiliště.
- Přírodní památka Rakovecké stráně a údolí bledulí

## Osobnosti
S obcí Račice je svým narozením spojena řada slavných a významných osobností, následující tabulka zachycuje některé z nich:
| Jméno                 | nar. | zem. | povolání |
| --------------------- | ---- | ---- | --- |
| Alois Hudec           | 1908 | 1997 | absolutní mistr světa v nářaďovém tělocviku z Paříže roku 1931 a olympijský vítěz v rozporu na kruzích z Berlína roku 1936 |
| Alois Kotzmann        | 1868 | 1938 | průkopník hasičského hnutí v Rakousko-Uhersku                                                                              |
| ThDr. František Bulla | 1868 | 1929 | český papežský komoří, biskupský rada, předseda Ústřední jednoty Raiffeisenek, člen správní rady Moravské banky            |
| Ing. Karel Šrogl      | 1860 | 1938 | dlouholetý správce račického panství a lesnický odborník habsburské monarchie                                              |
| Josef Matěj Šrogl     | 1861 | 1924 | učitel a významný hudební skladatel, jenž zemřel v Jakartě                                                                 |
| Vladimír Šťastný      | 1919 | 1997 | hudební skladatel známý především v Japonsku.                                                                              |

## Region

### Mikroregion Drahanská vrchovina
Svazek obcí mikroregionu Drahanská vrchovina byl zaregistrován již v roce 2000 a od roku 2003 jej tvoří celkem 12 obcí: Drnovice, Habrovany, Ježkovice, Krásensko, Luleč, Nemojany, Nové Sady, Olšany, Podomí, Račice-Pístovice, Ruprechtov a Studnice. Předmětem činnosti tohoto svazku obcí je vzájemná pomoc při řešení samosprávných, kulturních, environmentálních i hospodářských problémů a získávání finančních prostředků na podporu cestovního ruchu a projektů v regionu. Sídlem svazku obcí byl ustanoven Obecní úřad v Lulči. Nejvyšším orgánem svazku obcí je valná hromada, kterou tvoří statutární zástupci obcí svazku. Svazek obcí Drahanská vrchovina vstoupil dne 22. června 2006 do Národní sítě zdravých měst.

## Galerie

Račice
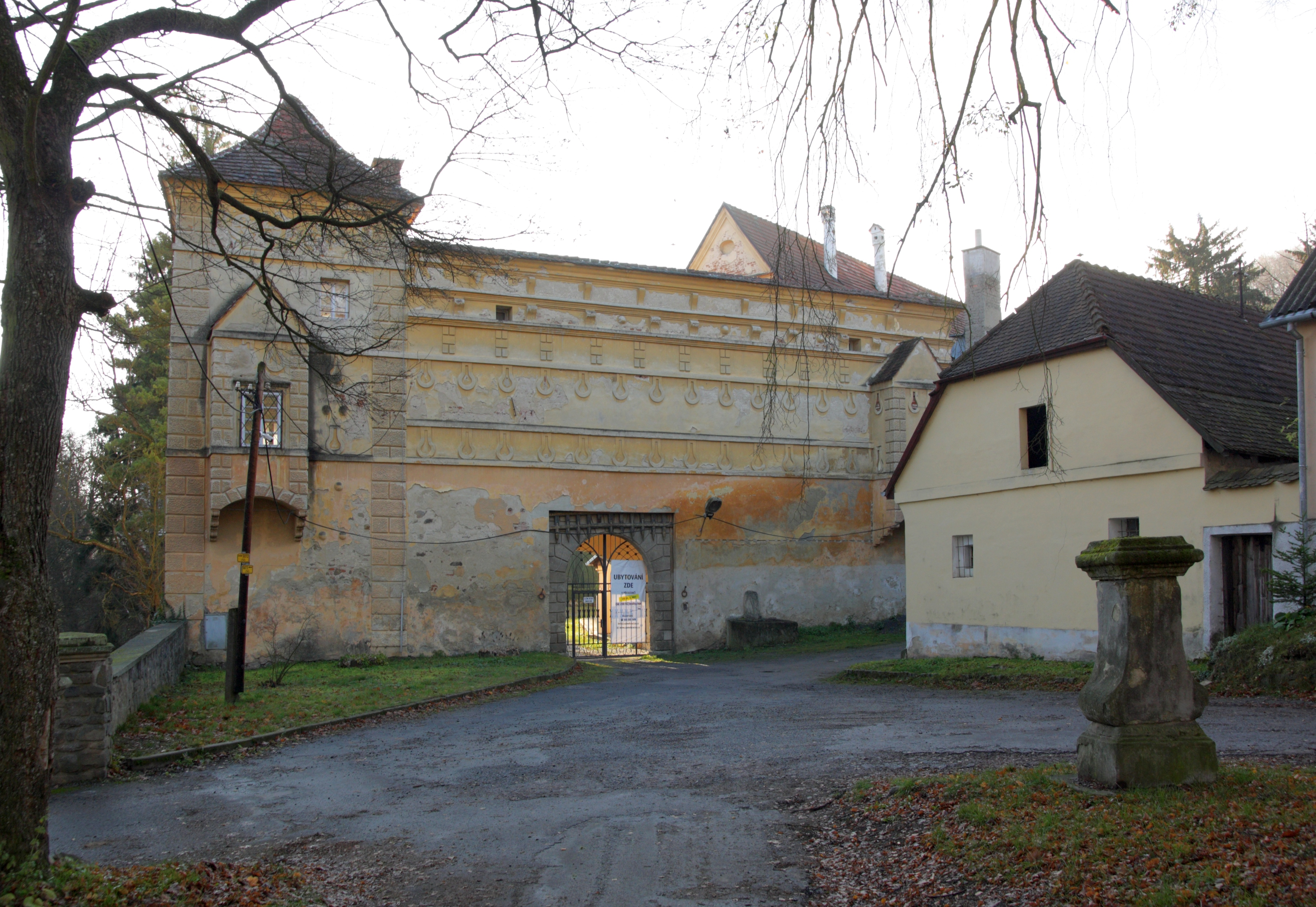
brána zámku
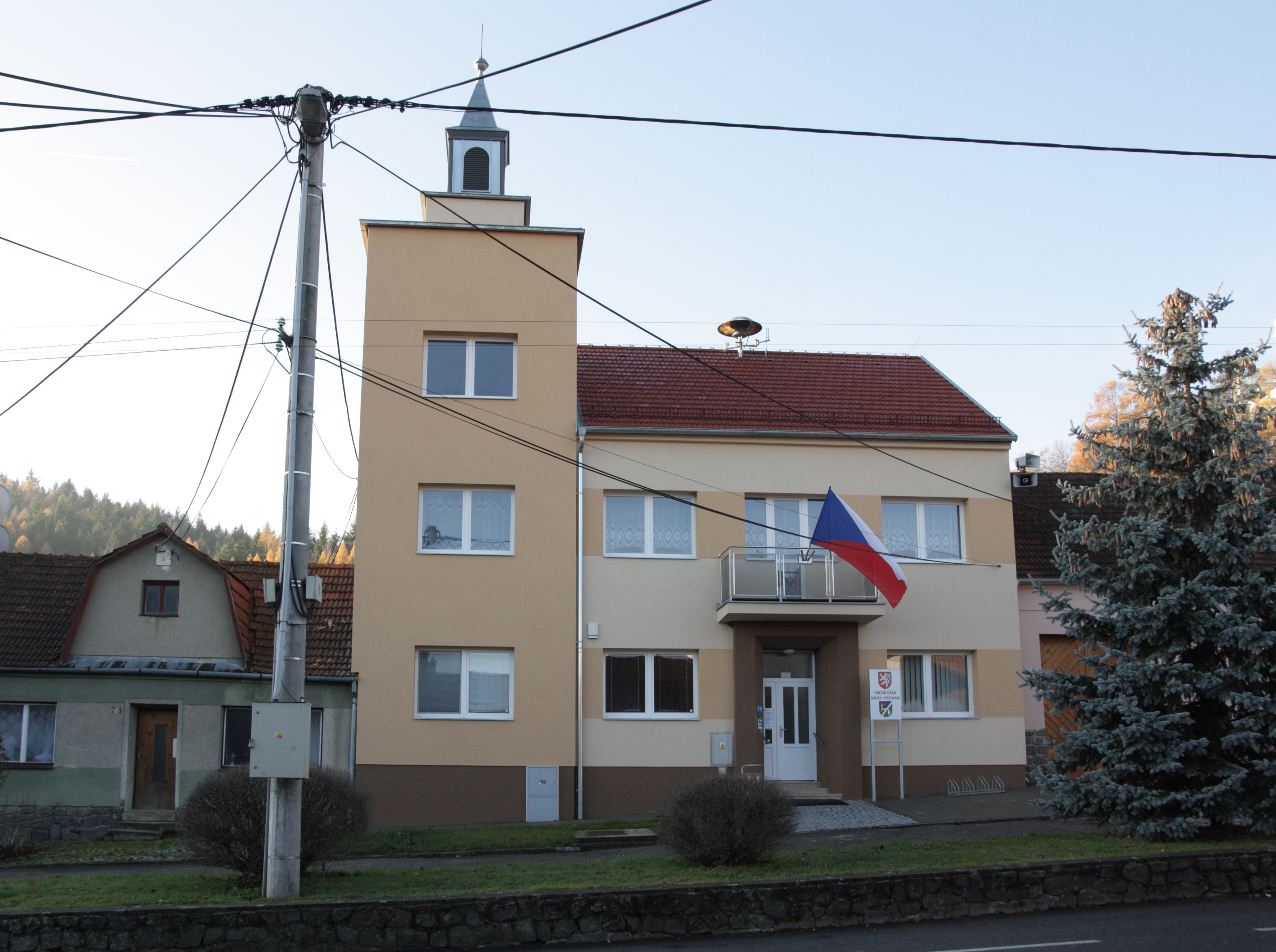
obecní úřad
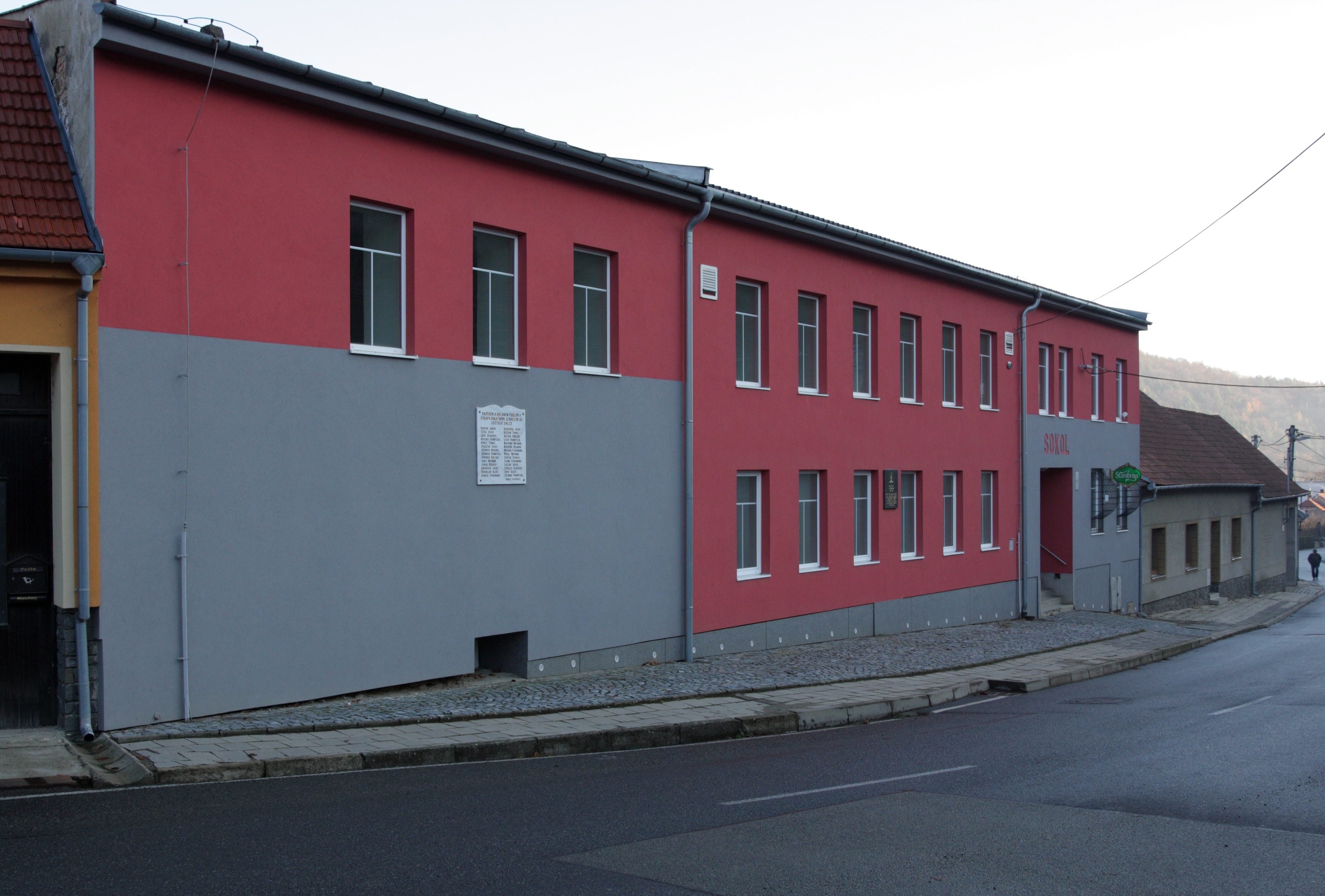
sokolovna
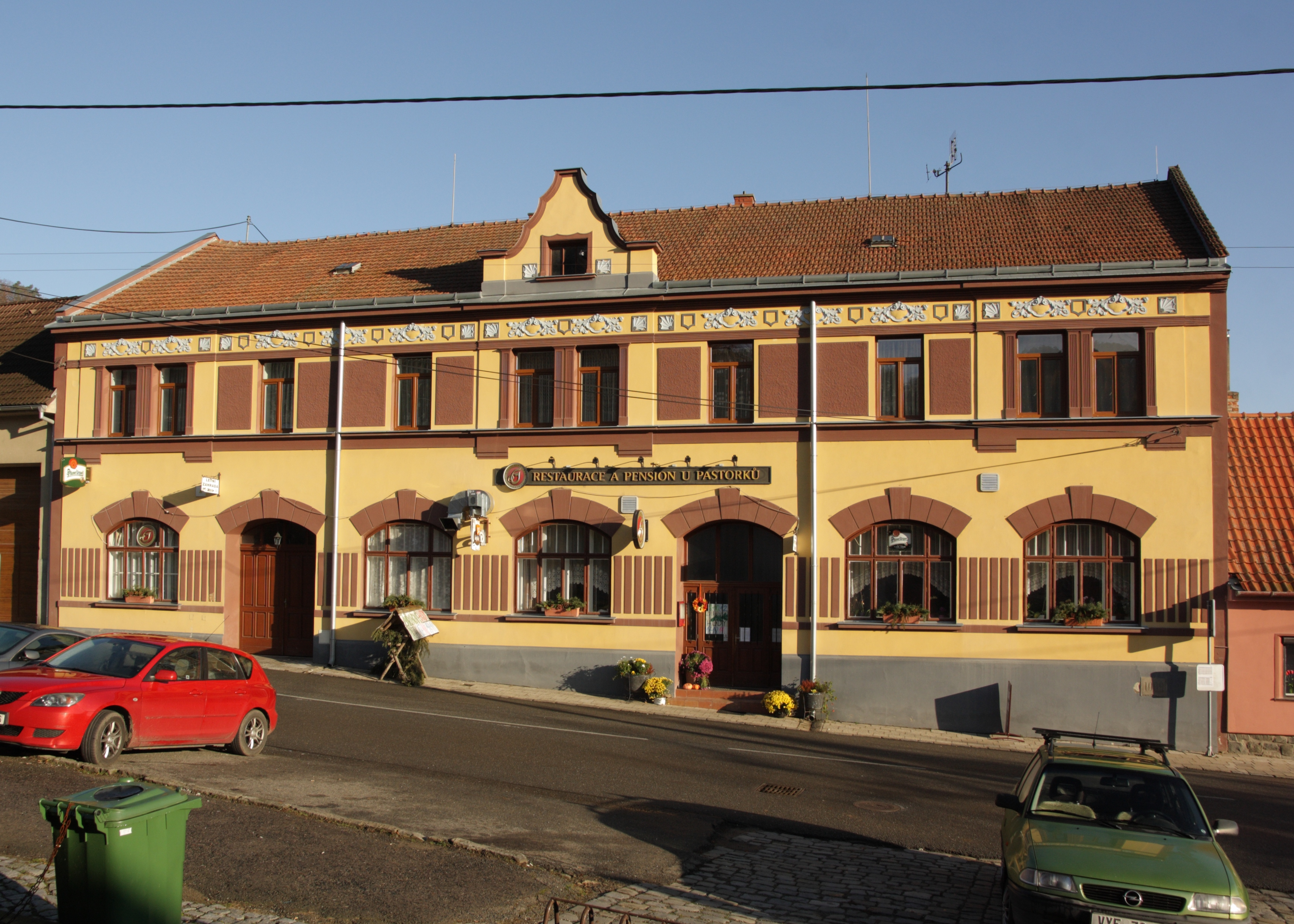
restaurace a penzion U Pastorků
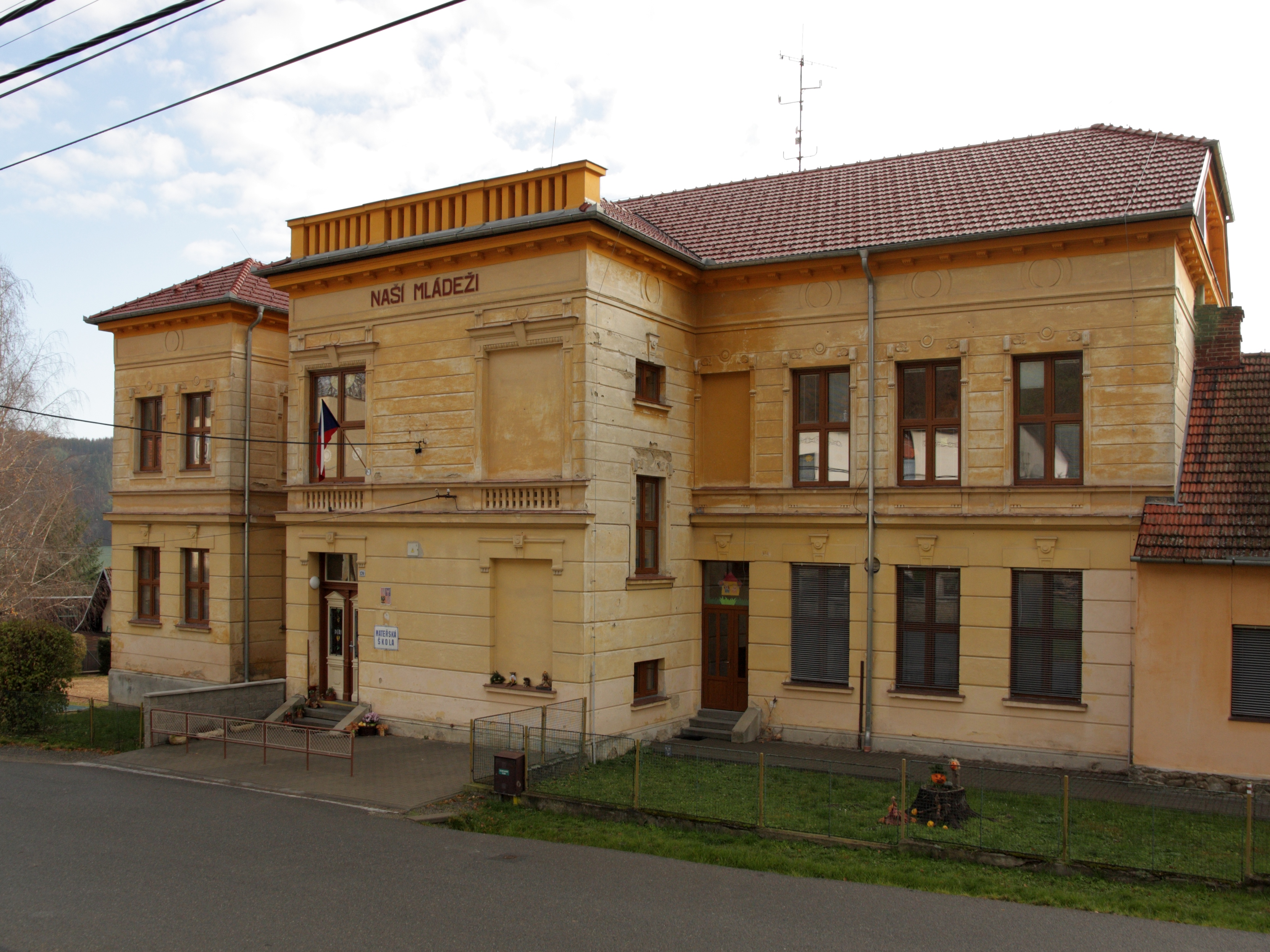
škola

Pístovice
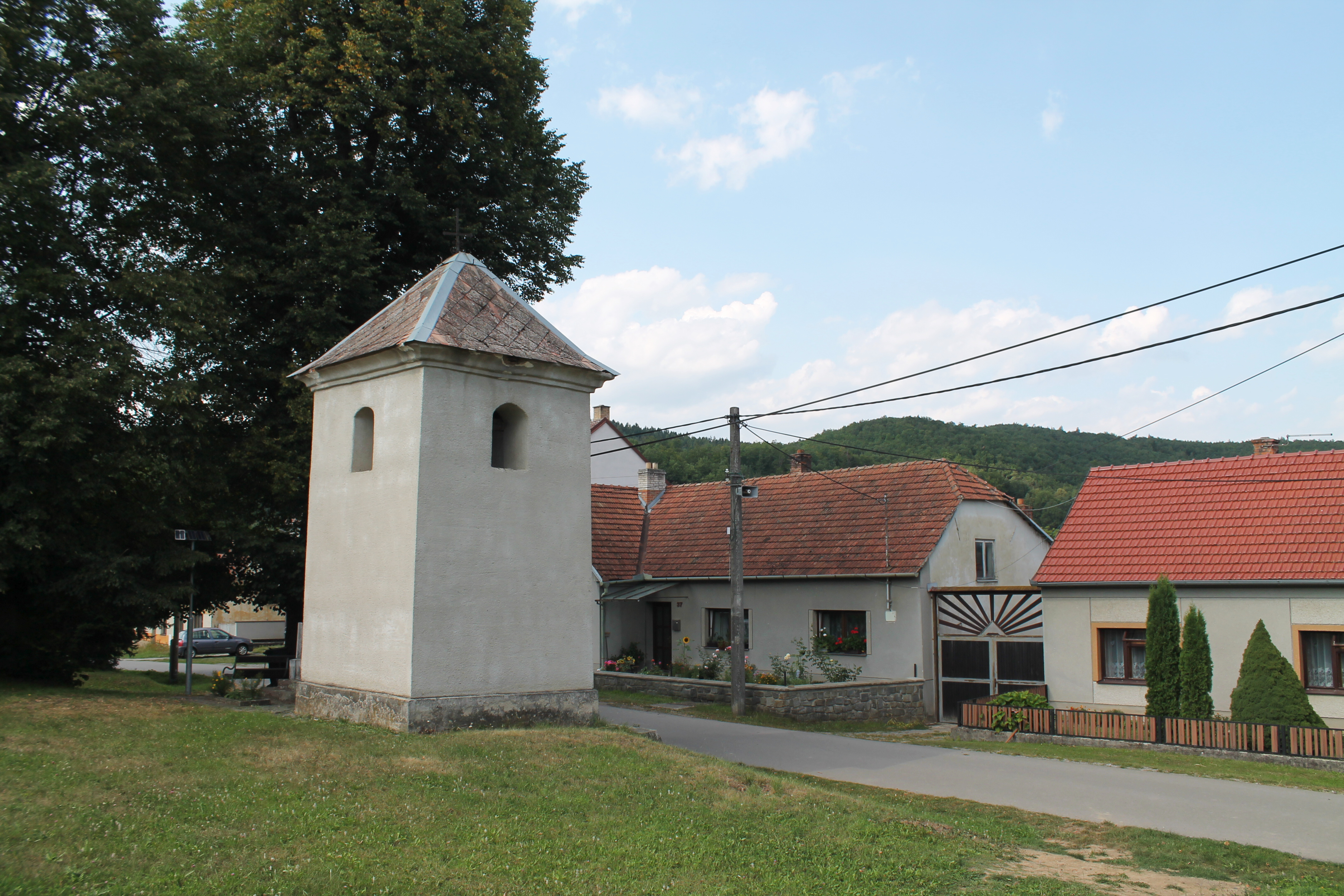
náves se zvonicí
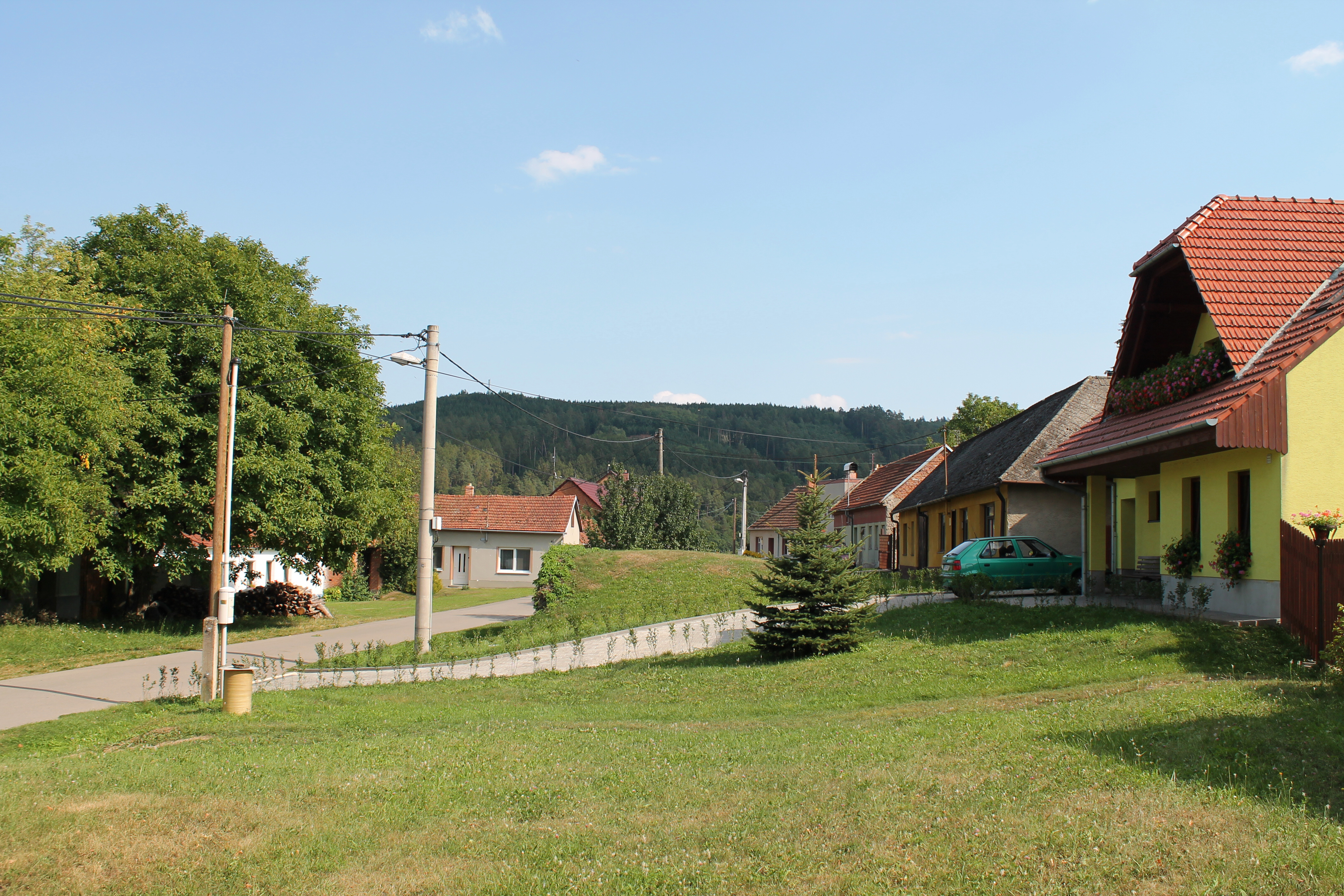
náves
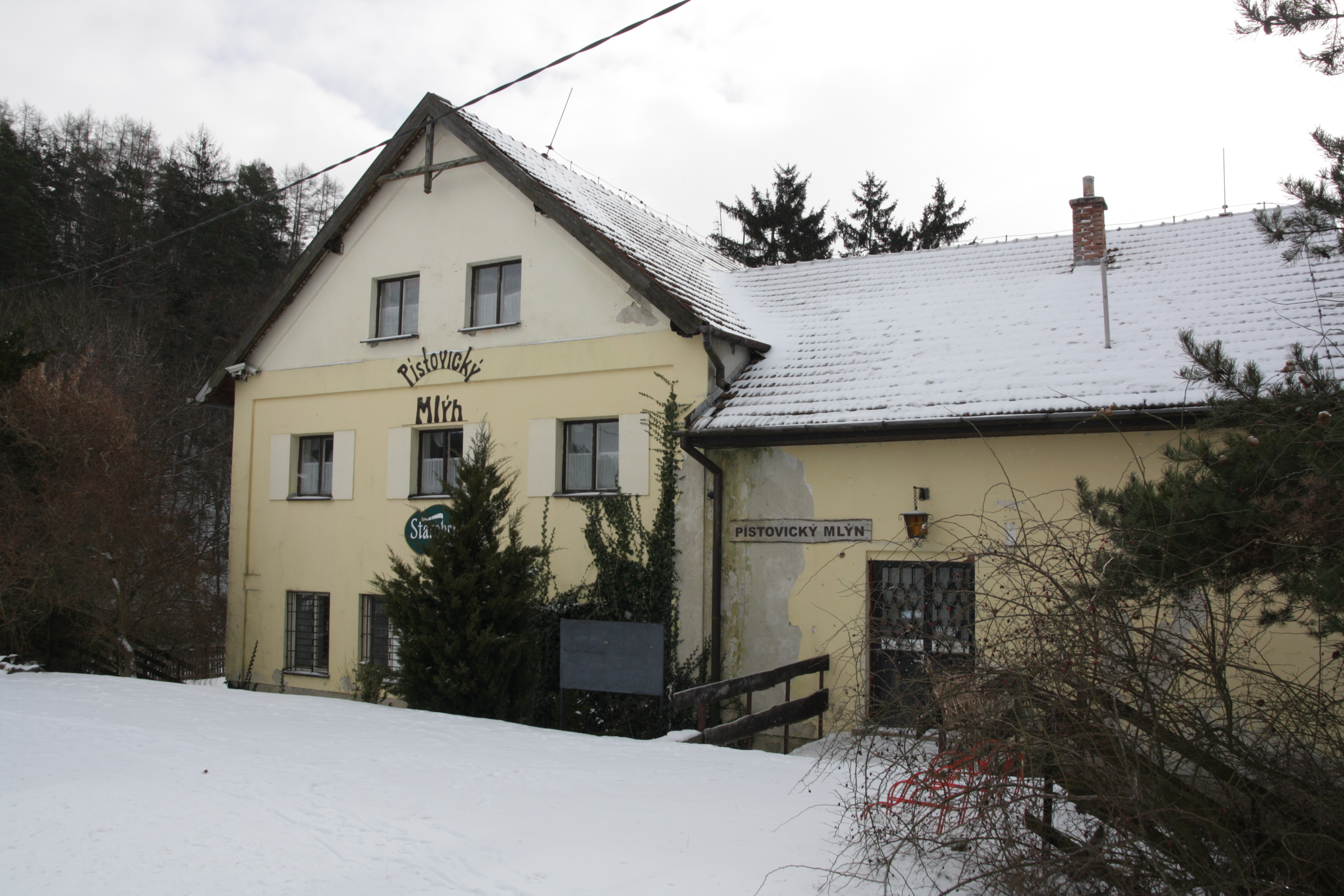
Pístovický mlýn
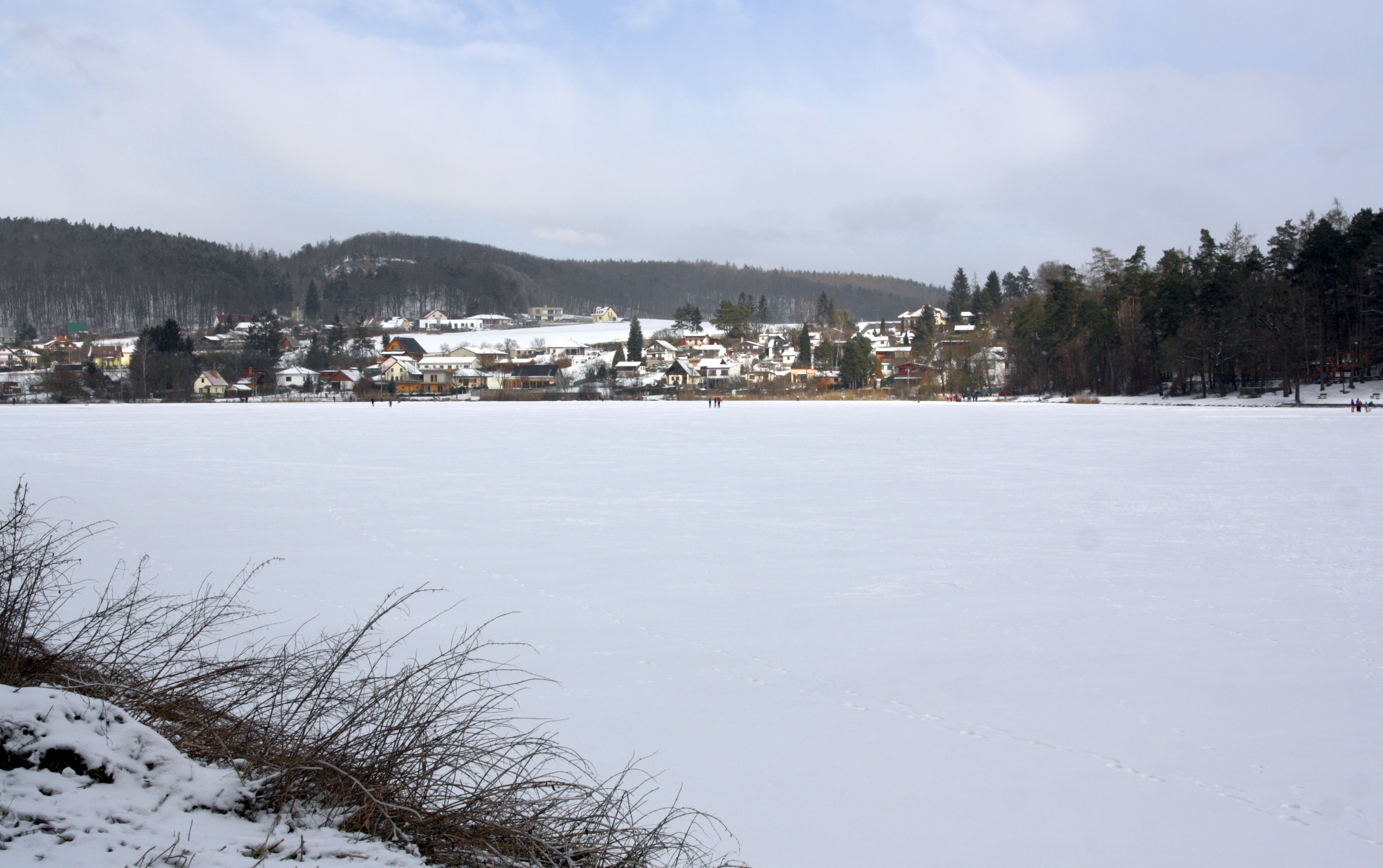
Pístovický rybník
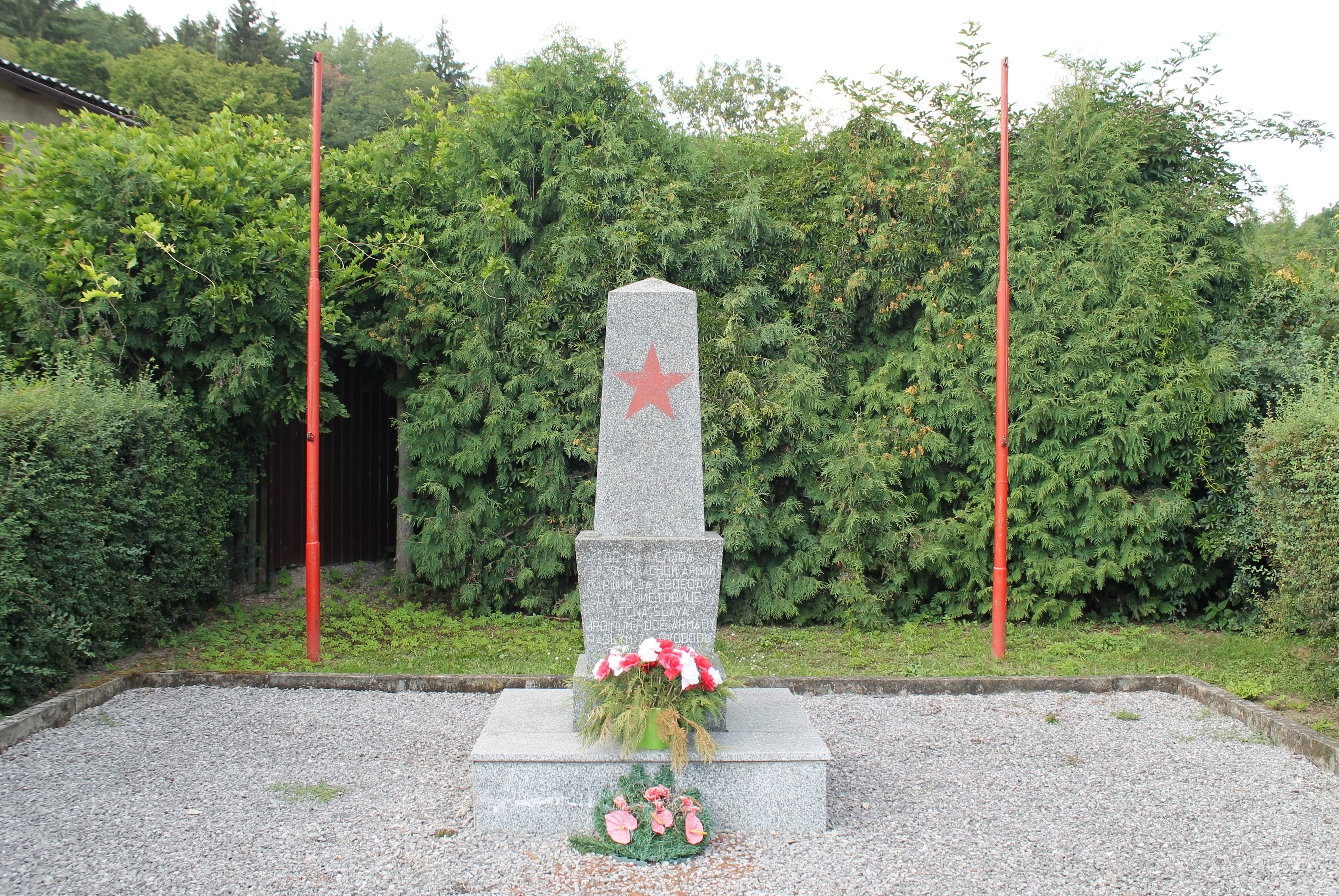
pomník Rudé armády